# Grube Grimberg
Die Grube Grimberg in Niederdielfen war eine der bedeutendsten Erzgruben im Gebiet der Gemeinde Wilnsdorf in Nordrhein-Westfalen. Sie lag auf dem Grimberg zwischen Dielfen und Siegen.

## Gangmittel
Die Gangmittel der Grube gehörten zum Grimberger Gangzug. Die Gangausfüllung bestand größtenteils aus Eisenerzen. Das Mittel Kupferrose war 100 m lang und 0,5–3 m mächtig. Der Gang Goeben war bis zu 348 m lang, 2 m, teilweise bis zu 6 m mächtig und wie der Gang Werder mit derber Zinkblende durchsetzt. Das Mittel Einsiedel hatte eine Länge von 130 m, von denen 50 m abbauwürdig waren und eine Mächtigkeit von 0,3–1 m. Hier kam das Erz zusammen mit Blei und Zink vor. Hinzu kamen die weniger großen Gangmittel Junger Grimberg und Alter Grimberg. Abgebaut wurden im Grimberger Gangzug Eisen-, Blei-, Kupfer- und Zinkerze.

## Geschichte
| Jahr | Förderung |
| ---- | --------- |
| 1868 | 4.200 t   |
| 1871 | 10.840 t  |
| 1878 | 11.500 t  |
| 1885 | 10.400 t  |
| 1894 | 25.766 t  |
| 1899 | 32.450 t  |
| 1903 | 26.575 t  |

Um 1520 existierte in der Nähe eine Grube Rödgerwald. In den 1750er Jahren wurde der Junge Grimberg erstmals erwähnt.
Der Bergmann Johann Henrich Knipp verunglückte am 20. September 1791 im alten Bergwerk am Grimberg tödlich. Der Bergmann Johann Peter Michel verunglückte am 27. Dezember 1792 im Alter von 27 Jahren durch plötzlichen Wassereinbruch dort ebenfalls tödlich, so dass die Grube lange Zeit wegen der Untersuchung geschlossen war. In den Aufzeichnungen des evangelischen Totenbuchs der Kirchengemeinde Rödgen ist belegt, dass zu dieser Zeit hier Erze gefördert wurden. Erneut verliehen wurde das Grubengebiet im Jahr 1860. 1865 wurde der Maschinenschacht angelegt. Dieser erreichte eine Teufe von 782 m, auf 14 Sohlen wurde das Erz abgebaut. 1866 war er bereits 63 m tief, ein Jahr später waren es 84 m und 1885 130 m. Sein Förderturm wurde 1911 abgerissen. 200 m vom Schacht entfernt wurde der Goebenschacht angelegt. 1891 wurde der Abbau mit Druckluft eingeführt. Die Jahresförderung betrug bis 1899 bis zu 32.450 t Eisenerz. Am 28. Mai 1902 konsolidierte die Grube mit den Gruben Eisenzeche, Tubalkain, Vollbracht und Marienborn. Am 9. Oktober gab es seitens der lokalen Regierung eine Bestätigung darüber.
1910 wurde die Grube stillgelegt. Bis zu 170 Bergleute arbeiteten dort, durchschnittlich waren es aber 160. Die Gesamtförderung von 1867 bis 1910 lag bei 827.307 t Eisenerz. Die Förderung lag noch 1868 bei etwa 4.200 t und stieg bis 1885 auf 10.400 t Spateisenstein an. Bis 1899 stieg diese Rate auf 32.450 t an und fiel danach wieder ab. Bis 1. April 1914 wurden alle Übertageanlagen der Grube abgerissen.
Die Grube Grimberg war einer der bekanntesten Fundorte für sehr gut ausgebildete Galenitkristalle.

## Denkmal
In den 1970er Jahren wurde der Schacht mit einer Betonplatte verschlossen. 1995 wurde über diesem der 16 m hoher Förderturm der Grube Julien aus Bensberg (Bergisch Gladbach) mit Schachtgebäude als Denkmal aufgestellt. Er steht direkt an der Verbindungsstraße zwischen Niederdielfen und Siegen bzw. Obersdorf.